# Aardgasbaten
Aardgasbaten zijn de baten (opbrengsten) die een staat verdient aan de winning van aardgas.

## Nederland
De Nederlandse overheid krijgt aardgasbaten uit verschillende aardgasvelden, waarvan het Groningenveld veruit het grootste is. De gaswinning had de Nederlandse overheid tot 2018 al 417 miljard euro (omgerekend naar prijsniveau 2018) opgeleverd.
De jaarlijkse inkomsten uit de winning van aardgas fluctueren sterk vanwege de schommelende gasprijs en de hoeveelheid gas die wordt gewonnen. De winning van aardgas bereikte in 1977 een hoogtepunt van 98 miljard m3 en sinds 1980 ligt het gemiddelde op 77 miljard m3. Nederland profiteerde sterk van de eerste oliecrisis eind 1973. De olieprijzen verviervoudigden en de prijs van het Nederlandse aardgas was hieraan gekoppeld. De baten stegen van 0,8 miljard euro in 1973 tot 8,7 miljard euro in 1980. In de jaren 90 leverde het Nederlands aardgas de overheid slechts zo'n 2 tot 4 miljard euro per jaar op, terwijl de aardgasbaten vanaf 2008 meer dan 10 miljard euro bedroegen.
Deze aardgasbaten worden gevormd door:
- Meeropbrengstregeling Groningen (MOR)
- Uitkeringen van Energie Beheer Nederland (EBN)
- Opbrengsten op basis van de Mijnbouwwet
  - Cijns
  - Oppervlakterechten
  - Winstaandeel
- Dividenduitkering van Nederlandse Gasunie

### Besteding
In de periode 1959 tot 2009 is 85 procent van de aardgasbaten gebruikt voor sociale uitkeringen, rente op staatsschuld en uitgaven voor zorg, onderwijs en bestuur. Ruim 52 miljard euro, of bijna een kwart van de totale baten, is besteed aan de sociale zekerheid. Op de tweede plaats komen openbaar bestuur en veiligheid. Slechts 15 procent van de gasinkomsten, zo'n 30 miljard euro is gebruikt voor investeringen in de infrastructuur.

#### Investeringsfonds
Om een 'verkwanseling' van grondstoffenbaten te voorkomen hebben landen als Noorwegen, Chili en Rusland elk een investeringsfonds opgericht waarin ze de opbrengsten van hun fossiele brandstoffen storten, waardoor zij ook op lange termijn kunnen profiteren van de gasbaten. In het begin van de Nederlandse gaswinning is nog wel gediscussieerd over de oprichting van een apart investeringsfonds. Oud-minister van Financiën Piet Lieftinck was een groot voorstander. In de jaren 1962-1963 was de oud-minister van Financiën Jelle Zijlstra hierop tegen, immers de inkomsten waren te gering om er een speciaal fonds voor op te richten en hij vreesde dat het geld toch voor extra overheidsuitgaven zou worden gebruikt.
Op initiatief van van minister van Economische Zaken Koos Andriessen werd vanaf 1995 40 procent van de aardgasbaten gestoken in het Fonds Economische Structuurversterking (FES). Dit fonds investeerde in infrastructuur, onderwijs en innovatieve projecten. Met het geld van het fonds is tot en met 2009 zo'n 26,5 miljard euro geïnvesteerd in projecten als de Betuweroute en de Hogesnelheidslijn. Het FES werd in 2011 opgeheven, waarnaar het terugvloeide naar de algemene middelen.
In 2015 werd een nieuw fonds, het Toekomstfonds, opgezet. Dit fonds is zeer klein in omvang en in 2015 werd er voor het eerst 0,1 miljard euro gestort. Het fonds wil een deel van de gasbaten inzetten voor investeringen in het verdienvermogen voor toekomstige generaties. Deze middelen worden gebruikt voor de financiering van innovatieve en snelgroeiende mkb-bedrijven en voor fundamenteel en toepassingsgericht onderzoek.

## Voetnoten
1. 1 2  Aardgasbaten uit gaswinning bijna 417 miljard euro. Centraal Bureau voor de Statistiek (28 mei 2019). Gearchiveerd op 2 augustus 2021. Geraadpleegd op 3 augustus 2021.
2. 1 2 3 4 5 6  Feest: 50 jaar boven onze stand geleefd dankzij Slochteren. NRC Handelsblad (12 juni 2009). Gearchiveerd op 25 april 2016. Geraadpleegd op 1 april 2016.
3. 1 2  Kamerbrief Toekomstfonds, 16 september 2014, geraadpleegd op 1 april 2016